# 박태호 (1952년)
박태호(朴泰鎬, 1952년 7월 30일 ~ )는 서울대학교 국제대학원장을 역임한 경제학자, 대학 교수이자, 외교통상부의 통상교섭본부장이다. 
한국개발연구원 국제무역부 연구원, 대외경제정책연구원 부원장, 외교통상부 정책자문위원회 위원, 서울대학교 국제대학원 교수, 국제통화기금 방문연구원, 아시아태평양경제협력체(APEC) 투자전문가그룹 의장, 세계은행 컨설턴트, 한국국제통상학회 회장, 서울대학교 국제대학원 원장. 지식경제부 무역위원회 위원장 등을 거쳐, 2011년 12월에 외교통상부 통상교섭본부 본부장으로 임명되었다.

## 학력
- 경기고등학교
- 서울대학교 경제학과
- 미국 펜실베이니아 주립대학교 경제학 석사
- 미국 위스콘신 매디슨 대학교 대학원 경제학 석사, 박사